# Marco Carta
Marco Carta (Cagliari, 21 de março de 1985) é um cantor italiano. Sua carreira musical, teve início em 2008, quando sagrou-se campeão do programa de canto Amici di Maria De Filippi e como efeito, assinou contrato com a Warner Music Itália e mais tarde com a Atlantic Records. Em 2009, Carta situou-se na primeira colocação do programa de canto Festival de Sanremo, com sua canção La forza mia.

## Início e primeiro álbum
Em 16 de abril de 2008, Carta venceu com 75% dos votos do público, o programa de canto Amici di Maria De Filippi. Como prêmio, o cantor ganhou 300 mil euros e assinou contrato com a editora discográfica Warner Music Itália. Seu primeiro álbum de estúdio, Ti rincontrerò, lançado em 13 de junho pelas editoras Warner Music Itália e Atlantic Records, alcançou a terceira posição na parada dos álbuns mais vendidos da Itália e foi certificado de platina duplo pela Federazione Industria Musicale Italiana (FIMI). Durante 2008, o cantor fez excursão musical para divulgação do trabalho.
Em 3 de outubro de 2009, lançou seu primeiro álbum ao vivo, In Concerto, que alcançou a décima posição dos mais vendidos da Itália. Em 1 de dezembro do mesmo ano, na segunda edição do Premio Internazionale What’s Up Giovani Talenti, ele venceu na categoria Miglior Giovane Talento (Miglior Voce Emergente). Participou da animação Impy Superstar - Missione Luna Park como dublador e sua versão de "That's the Way (I Like It)" foi inserida na trilha sonora.